# Communauté rurale de Yenne
La commune de Yenne est une commune du Sénégal située au sud de la presqu'île du Cap-Vert, non loin de Dakar. Elle n’est plus une commune rurale. Source : mairie de Yenne
Elle fait partie de l'arrondissement de Sangalkam, du département de Rufisque et de la région de Dakar.
Lors du dernier recensement, la CR comptait 37 202 personnes et 4 134 ménages.